# Jacques Garrigue
Jacques Garrigue (né en 1677 à Mazamet et mort le 24 août 1730 à Magdebourg) est un orfèvre et joaillier et Ancien de l’église française réformée de Magdebourg.

## Biographie

### Origines familiales et jeunesse
Jacques Garrigue appartient à une ancienne, famille noble du Languedoc. Pendant les guerres de religion ses grands parents, Jean de la Garrigue et Elisabeth Rossignoll, qui sont huguenots, quittent la France à cause de leur religion. Avec trois de ses enfants ils déménagent aux Pays-Bas où ils meurent. Ses fils Pierre, le père de Jacques, et Moyse restent sur place et perdent leur titre de noblesse et leurs biens. Ils  deviennent citoyens et exercent un métier. Les armes de la famille de la Garrigue existent toujours, comme sceaux sur testaments. Le blasonnement est : « Cinq chênes surmontés de deux glands croisés ». Les chênes représentent le nom Garrigue. 
Après la révocation de l’Édit de Nantes, en 1685, pour échapper des dragonnades, Jacques fuit clandestinement ,avec son oncle Moyse, de Mazamet à Brandebourg. Ils répondent à une invitation du prince-électeur de Brandebourg, adressée à tous les huguenots, tandis que Pierre Garrigue, le père de Jacques se déplace dans le Vaucluse en Principauté d’Orange, qui à l’époque est indépendant.
En passant par Bayreuth et Halle les fugitifs Jacques et Moyse Garrigue atteignent Magdebourg où ils s’installent. Jacques fait un apprentissage chez son oncle Moyse et devient orfèvre et joaillier. Après quelques années de travail dans ce métier il est associé à son oncle. Le 18 octobre 1707, il se marie avec Marguerite Nicolas (1686, Grenoble - Septembre 1726, Prenzlau) fille du secrétaire du parlement, Jean Nicolas de Grenoble. De ce couple sont issus 14 enfants, dont 5 seulement deviennent adultes. Son fils aîné Moyse Garrigue (né le 9 septembre 1708) devient aussi joaillier, comme lui-même et comme son oncle Moyse. Jacques suit son oncle comme chef de la famille Garrigue à Magdebourg. 

### Activités dans la Colonie des réfugiés français de Magdebourg
Déjà, tôt dans sa jeunesse Jacques Garrigue fait connaissance avec les activités publiques de son oncle Moyse, dans la colonie des réfugiés français à Magdebourg. En 1699 il l’assiste pendant des négociations avec l’administration du prince-électeur Frédéric-Guillaume Ier de Brandebourg à Berlin, où Moyse Garrigue représente la colonie des réfugiés français. Le 28 octobre 1707, à trente ans, il devient citoyen de la colonie des réfugiés français. Dès 1710 il gère les affaires de son oncle indépendamment. Après la mort de Moyse Garrigue il hérite de son magasin, avec son demi-frère Jean Garrigue qui est aussi joaillier et maître orfèvre.
Jacques Garrigue s’implique achèvement dans la colonie des réfugiés français et pour l’Église française réformée. Environ en 1715, il est élu Ancien de son église. Il y reste en charge pendant longtemps. Souvent il agit comme créancier pour d’autres membres de la Colonie française. Il s’agit de sommes allant jusqu’à 400 thalers. 

## Postérité
Après sa mort, en signe de reconnaissance, l’église française réformée qui en général est très stricte à ce sujet, lui accorde une épitaphe en dehors de la règle habituelle.